# Ring of Bookan
Der jungsteinzeitliche Ring of Bookan (NMRS Nr: HY21SE 7, in älteren Werken auch Buckan) liegt auf der Halbinsel Ness of Brodgar etwa 1,6 km nordwestlich des Ring of Brodgar und nahe beim Bookan Cairn auf Mainland, der Hauptinsel der Orkney in Schottland.
Alter und Zweckbestimmung sind nicht zweifelsfrei bekannt. Deutlich sichtbar erhalten sind ein teilweise bewallter Graben (ca. 13,5 m weit und mindestens 2 m tief) um eine rundovale Plattform von etwa 44,5 m auf 38,0 m und mehrere große Steine nahe dem Zentrum der Plattform.
V. G. Childe, der Ausgräber von Skara Brae, hatte keine Schwierigkeiten, den Ring of Bookan als ein Henge monument (Class II Henge nach seiner Einschätzung) zu beschreiben. Ebenso deutlich bezieht Audrey Henshall eine extremen Gegenposition: Demnach ist der Ring of Bookan ein Chambered cairn des Maeshowe-Typs, wobei sich Henshall ausdrücklich nur auf gewisse Ähnlichkeiten in der Anlage der Plattformen von Bookan und Maeshowe bezieht.
A. Ritchie beschreibt das Objekt als ein mögliches "Hengemonument mit einer zentralen Steinsetzung", weist dabei aber ausdrücklich auf folgende Befunde hin:
- Der für ein Henge zwingende Übergang über den Graben wurde bisher nicht identifiziert, wohl auch, weil im fraglichen Bereich der Graben durch die neuzeitliche Landwirtschaft stark überformt worden ist.
- Mindestens einer der im Zentrum sichtbaren großen Steine ist nicht gesetzt, sondern anstehend.[3]

Zu allen drei Interpretationsversuchen ist anzumerken: Sie basieren nur auf der Einschätzung des oberflächlich Sichtbaren. Der Ring of Bookan wurde bisher nicht ergraben. Geophysikalische Bodenuntersuchungen aus den Jahren 2003 bis 2005 brachten in dieser zentralen Frage keine Klarheit. Sie zeigten aber einige Ergebnisse, die für die zukünftigen Arbeiten wegweisend sind:
- Der Ring of Bookan liegt am Nordrand eines "Bezirks", der den gesamten Südteil des Ness of Brodgar umfasst und nach Nordwesten hin deutlich durch einen quer über die ganze Halbinsel laufenden Graben und Wall begrenzt wird.
- Zwischen dem Ring und dem Wall liegt mindestens eine weitere jungsteinzeitliche Siedlung, so dass sich insgesamt eine ähnliche Bezugssituation ergibt wie für die Stones of Stenness und die Barnhouse Siedlung.
- Im Bereich der benachbarten Seeufer liegen mindestens zwei weitere Monolithe, die evtl. für den weiteren Ausbau / Umbau des Rings of Bookan gedacht waren.